# Чачба, Аслан-бей
Аслан-бей Чачба-Шервашидзе (абх. Асланбеи Чачба) — абхазский князь в 1808—1810 гг. Старший сын Келеш Ахмат-бея Чачба-Шервашидзе.

## Биография
Детские годы провёл воспитанником у садзских дворян Самейхуа, в их родовом селении Самхурипш. Князь был дважды женат: первой его женой была княжна Дида Гечба (вероятно сестра будущего князя Решида Гечба), второй же была княжна Эсма Мас-Ипа (ветвь княжеского рода Маршан из Цабала).
Аслан-бей был связан с протурецкой и прозападной партией в регионе. 2 мая 1808 года, когда умер его отец — Келеш-бей, Аслан-бея обвинили в отравлении своего отца. Однако имеется версия о намеренном обвинении Аслан-бея в отравлении своего отца, а убийство было организовано Нина Дадиани при поддержке российской военной администрации. В то время Нина Дадиани, после загадочной смерти своего мужа — Григория Дадиани, являлась фактической главой Мегрельского княжества. 
Шервашидзе обосновал в Сухуме в свою резиденцию. Аслан-бей активно сражался вместе с царём Имеретинского царства Соломоном II против притязаний Российской Империи. В 1810 году, после нескольких решающих военных побед русских войск, Аслан-бей был изгнан из Сухума вместе с охранявшим его войском и бежал сначала в Садзен, а потом в Османскую империю. После изгнания Аслан-бея из Абхазии Александр I утвердил Сафар-бея Шервашидзе, брата Аслан-бея, в качестве нового правителя Абхазии. Но несмотря на это, абхазский народ не верил в преступление, совершенное Аслан-беем и считал его своим героем, борцом за независимость. Сафар-бей же не имел никакого уважения среди абхазов, и до конца жизни был вынужден скрываться в Сухуме, под защитой русских штыков. 
После смерти 7 февраля 1821 года владетеля Георгия в Абхазии снова вспыхнули восстания. Находившийся в Петербурге сын покойного князя Омар-бей (Дмитрий) российским императором был назначен владетелем Абхазии. Тем не менее Аслан-бей при поддержке местного населения, «овладел всею Абхазией» и обложил Сухумскую крепость. Однако подоспевший с войсками князь Горчаков разгромил восставших. 
Однако назначенный Россией князь не пользовался уважением среди местного населения, а 16 октября 1822 года крестьянин Урус Лакоба и вовсе отравил Омар-бея (Дмитрия), за что Лакоба позже был повешен по приказу генерала Ермолова. После отравления Омар-бея российская администрация назначила несовершеннолетнего Михаила в качестве нового князя. Тем временем Аслан-бей вернулся в Абхазию и поднял восстание против недавно назначенного князя Михаила. Это восстание было подавлено русскими войсками. Аслан-бей снова бежал в османскую Турцию. В 1830 году он опять вернулся в Абхазию, намереваясь ещё раз поднять восстание, но потерпел поражение, после чего был вынужден в третий раз бежать в Стамбул, где и жил затем до самой смерти.